# Jimmy Neutron: Boy Genius
Jimmy Neutron: Boy Genius là một bộ phim hoạt hình hài hước khoa học viễn tưởng năm 2001 của Mỹ do Nickelodeon Movies, O Entertainment và DNA Productions sản xuất, và phân phối bởi Paramount Pictures. Phim do John A. Davis đạo diễn, Davis và nhà sản xuất Steve Oedekerk viết kịch bản. Dàn diễn viên lồng tiếng của phim bao gồm Debi Derryberry, Patrick Stewart, Martin Short, Rob Paulsen và Jeffrey Garcia. Bộ phim kể về nhân vật chính, một cậu học sinh với sức mạnh siêu thiên tài, người phải cứu tất cả cha mẹ trên thế giới khỏi một chủng tộc người ngoài hành tinh giống như trứng được gọi là Yolkians.
Ý tưởng cho  Jimmy Neutron  được đạo diễn Davis tạo ra lần đầu tiên vào những năm 1980, trong đó ông viết kịch bản cho một bộ phim ngắn có tựa đề là Runaway Rocketboy và đóng vai chính cho nhân vật nguyên mẫu của Jimmy tên là Johnny Quasar. Sau khi xem lại kịch bản đã bị bỏ rơi vài năm sau đó, Davis quyết định xem lại nó và trang bị lại nó thành một bộ phim truyền hình ngắn và tiềm năng hoạt hình bằng máy tính.  Một bản demo dài 40 giây được làm hoạt hình bằng LightWave 3D và trở nên phổ biến tại hội nghị SIGGRAPH năm 1995, nơi nó được trình chiếu, thu hút sự chú ý của Oedekerk và dẫn dắt DNA Productions phát triển một Chương trình thí điểm truyền hình mở rộng.  Sau khi chào sân thành công với Nickelodeon, một tập phim truyền hình dài 13 phút đã được phát triển và Nickelodeon, ấn tượng với cả nhân vật và công nghệ 3D, đã nâng cao khả năng làm cả phim truyền hình và phim truyện dài tập.  Đến lượt mình, Davis đề nghị nên làm bộ phim trước để nhóm phát triển có thể tạo ra những nội dung có chất lượng sân khấu và tái sử dụng chúng trong loạt phim truyền hình.  Quá trình sản xuất chính thức bắt đầu vào đầu năm 2000 và được hoàn thành trong khoảng 24 tháng, với việc hãng phim đã tăng đáng kể số lượng nhân viên của mình và mở rộng không gian phòng thu.  Hoạt ảnh được thực hiện hoàn toàn bằng phần mềm thương mại, bao gồm LightWave và project: messiah.
 Jimmy Neutron: Boy Genius  được phát hành vào ngày 21 tháng 12 năm 2001. Được hỗ trợ bởi một chiến dịch phát hành trước mạnh mẽ, bộ phim đã thành công về mặt phòng vé, thu về 103 triệu đô la trên toàn thế giới.  Nó đã được đề cử cho Giải thưởng Viện hàn lâm cho Phim hoạt hình hay nhất vào năm 2001, cuối cùng để thua  Shrek .  Đây là bộ phim hoạt hình Nickelodeon duy nhất được đề cử trong hạng mục đó trong gần một thập kỷ cho đến khi  Rango  (2011) được đề cử và chiến thắng.
Do thành công của nó, bộ phim đã được chuyển thể thành một loạt phim hoạt hình truyền hình có tên Cuộc phiêu lưu của Jimmy Neutron, Boy Genius, khởi chiếu vào ngày 20 tháng 7 năm 2002 và kết thúc vào ngày 25 tháng 11 năm 2006. Bốn năm sau, một loạt phim phụ khác (cũng như phần phụ của bản gốc) có tên Planet Sheen đã được sản xuất, tập trung vào người bạn của Jimmy là Sheen Estevez.  Bộ truyện này được công chiếu vào ngày 2 tháng 10 năm 2010 và kết thúc vào ngày 15 tháng 2 năm 2013.

## Cốt truyện
James Isaac "Jimmy" Neutron là một cậu bé cực kỳ thông minh đi học tiểu học ở thị trấn hư cấu và thành phố Retroville. Cùng với chú chó robot của mình, Goddard, anh dành phần lớn thời gian để xây dựng những phát minh phức tạp với hy vọng tiến bộ hơn nữa khoa học, nhưng bị cản trở bởi sự bảo vệ của cha mẹ anh, Hugh và Judy Neutron. Một ngày nọ, Jimmy đang cố gắng phóng một vệ tinh liên lạc được làm từ máy nướng bánh mì của gia đình anh vào không gian vũ trụ sau khi nhận được tín hiệu vô tuyến bị cắt xén từ những gì anh tin rằng có thể là thông điệp từ sự sống ngoài Trái đất. Điều này khiến Judy khó chịu, người đã mắng anh vì cố gắng giao tiếp với người lạ. Sau giờ học, Jimmy và các bạn của anh ấy, Carl và Sheen, phát hiện ra một tấm áp phích cho một công viên giải trí có tên "Retroland". Tuy nhiên, Hugh Neutron và Judy Neutron từ chối để anh ta đi vào đêm hôm đó vì đây là đêm học, và anh ta bị căn cứ để gây ra hỏa hoạn với một trong những phát minh của mình bằng cách ngồi trên giường trong phòng ngủ vào ban đêm.
Trong khi đó, vệ tinh liên lạc của Jimmy được thu thập gần hành tinh Yolkus, nơi sinh sống của một chủng tộc người ngoài hành tinh có tên là Yolkians, người điều khiển các tàu chiến của họ trông giống như một hạm đội gà cao su. Vua Goobot V và trợ lý của anh ta, Ooblar, xem một tin nhắn được ghi âm trước từ Jimmy, trong đó anh ta giới thiệu bản thân và giải thích về sự sống trên Trái đất, với Goobot tuyên bố "cuộc tìm kiếm đã kết thúc". Jimmy, Carl và Sheen sau đó đã chọn lẻn ra ngoài và ghé thăm công viên giải trí theo lời khuyên của người bạn cùng lớp nổi tiếng với tính cách và cách cư xử tuyệt vời tên Nick Dean. Khi ba đứa trẻ đang ở công viên giải trí, những người Yolkians bắt cóc tất cả các bậc cha mẹ từ tất cả các ngôi nhà ở khu vực ngoại ô của thành phố, để lại những tờ tiền giả trên tủ lạnh trong nhà bếp để nói với bọn trẻ rằng chúng đã đến Florida để tham dự " kỳ nghỉ kéo dài ”. Thật trùng hợp, Carl phát hiện ra một ngôi sao băng (thực ra là một con tàu ở Yolkian), vì vậy anh ấy, Jimmy và Sheen mong muốn không còn sự kiểm soát của cha mẹ để họ được tự do và có thể vui chơi mọi lúc, mọi nơi.
Sáng hôm sau, những đứa trẻ phát hiện ra cha mẹ đã biến mất và ăn mừng cả ngày. Họ ăn hàng tấn đồ ăn vặt ngon lành và làm bất cứ thứ gì họ muốn như nhảy lên giường và đồ đạc, chạy thang cuốn xuống trong trung tâm mua sắm và trượt nước trong hội trường trường tiểu học. Tuy nhiên, ngày hôm sau, tất cả trẻ em nhanh chóng bắt đầu nhớ bố mẹ bằng cách tự làm mình bị thương hoặc ốm như đau bụng, gãy xương, táo bón và bầm tím. Sau khi nghe tin nhắn từ bố mẹ mà Goddard đã ghi lại khi đóng giả Jimmy đêm qua, Jimmy nghi ngờ về việc bố mẹ anh nói rằng họ sẽ gặp anh vào buổi sáng dù không có mặt ở đó. Sau khi khám phá ra những gì đã thực sự xảy ra, anh ta tập hợp những đứa trẻ khác của thị trấn và thành phố để chế tạo tàu tên lửa vũ trụ giữa các vì sao từ công viên giải trí Retroland để đi đến Yolkus và đưa cha mẹ của họ trở về. Trong khi du hành trên con tàu vũ trụ tên lửa giữa các thiên hà được tạo ra từ các chuyến đi của công viên giải trí Retroland, bọn trẻ phải đề phòng các thiên thạch từ một trận mưa sao băng. Sau khi lên tiểu hành tinh để tìm một nơi an toàn để ngủ trong trại vũ trụ, những đứa trẻ rưng rưng nhớ lại những gì cha mẹ chúng đã làm hàng đêm khi đi ngủ trước khi chúng bị người ngoài hành tinh bắt cóc.
Khi đến nơi, họ bị bắt bởi Goobot, người nói với họ rằng cha mẹ sẽ được hiến tế cho nữ thần của họ, Poultra. Anh ấy cho bọn trẻ xem video tin nhắn của Jimmy, cảm ơn anh ấy vì đã giúp anh ấy tìm ra loài phù hợp cho nghi lễ của chúng, trước khi nhốt bọn trẻ trong phòng giam của chúng, trong khi Goddard được đưa đến một phòng thí nghiệm để tháo dỡ.
Khi Jimmy cảm thấy buồn, tồi tệ, chán nản và tội lỗi vì hành động của mình đã dẫn đến việc người Yolkans bắt cóc cha mẹ ngay từ đầu bằng cách khóc như một đứa trẻ, bạn cùng lớp và đối thủ của anh, cô gái kế bên tên là Cindy Vortex thuyết phục anh thắt dây an toàn lên và nghĩ ra một kế hoạch trốn thoát. Sau khi đột phá với sự giúp đỡ của Goddard, những đứa trẻ (ngoại trừ Nick, vì anh ta tỏ ra nhát gan), theo kế hoạch của Jimmy, cố gắng ngăn cản cha mẹ bị hy sinh cho Poultra, một con quái vật không gian khổng lồ trông rất giống một con gà. Mọi người trốn thoát trên một con tàu Yolkian, nhưng Goobot theo họ trong con tàu của anh ta, người đứng đầu hạm đội Yolkian. Ngoại trừ tàu của Goobot, tất cả các tàu của Yolkus đều bị phá hủy khi Jimmy dụ chúng bay quá gần mặt trời của Yolkus. Jimmy và Goddard sau đó sử dụng một tia thu nhỏ thí nghiệm để phát triển đến kích thước của một hành tinh, và thổi con tàu của Goobot thành một tiểu hành tinh: Goobot và Ooblar sống sót sau vụ nổ, và Goobot thề sẽ trả thù. Jimmy và những đứa trẻ còn lại làm hòa với cha mẹ và trở về nhà. Trong chuyến trở về Trái đất, Jimmy hòa giải với cha mẹ mình, thừa nhận rằng dù thông minh nhưng anh vẫn phụ thuộc vào họ.
Ngày hôm sau, Jimmy và Carl đang ăn sáng bằng trứng trong một chiếc cốc đựng trứng thì bố mẹ Jimmy uống một trong những thí nghiệm của anh ấy (điều đó gây ra chứng ợ hơi đáng kể), nghĩ rằng đó là lon nước ngọt thật, và tất cả đều cười phá lên rất hài hước khi Goddard được nhìn thấy bên ngoài. bay để đuổi theo một con chim bằng cách bắt chước như một con chim. Trong cảnh giữa phần tín dụng, bà Fowl, người có kích thước như con kiến, được nhìn thấy đang cưỡi trên một con sâu táo tên là ông Wiggles trên đường đến nhà ăn ở hội trường trường tiểu học.